# Vereux
Vereux là một xã ở tỉnh Haute-Saône trong vùng Franche-Comté phía đông Pháp. Xã có diện tích 9,02 km², dân số năm 2006 là 276 người. Khu vực này có độ cao từ 191-253 mét trên mực nước biển.